# Acacia eremophila
Acacia eremophila — вид квіткових рослин з родини бобових. Ареал: Австралія (Західна Австралія).

## Середовище проживання
Росте в піску або суглинку, переважно в низьких евкаліптових лісах і в малі або змішаних чагарниках.

## Біоморфологічна характеристика
Густий кущ зазвичай досягає висоти від 0.4 до 2 метрів і має округлу форму. Прямі філодії мають довжину від 2 до 11 сантиметрів і діаметр від 0,6 до 1,5 міліметра. Цвіте з липня по жовтень, утворюючи прості суцвіття з кулястими головками діаметром 3–4 мм, що містять від 10 до 25 жовтих квіток. Стручки мають довжину від 2 до 5 см і ширину від 1,5 до 3 мм. Насіння темно-коричневе від еліптичної до видовжено-яйцевидної форми.